# Lagoa (Algarve)
Lagoa é uma cidade portuguesa pertencente ao Distrito de Faro e integrando a sub-região (NUT III) e região (NUT II) do Algarve, com 6010 habitantes (2021).
É sede do Município de Lagoa que tem 88,25 km² de área e 24 072 habitantes (censo de 2021), subdividido em 4 freguesias. O município é limitado a norte e leste pelo município de Silves, a oeste por Portimão e a sul tem costa no Oceano Atlântico.

## História

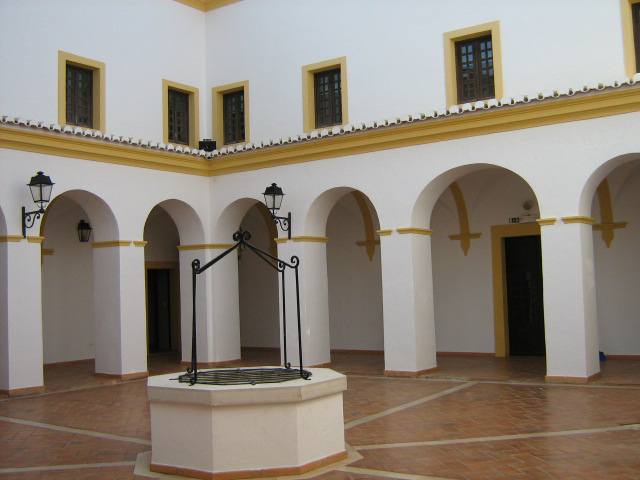
O claustro do Convento de São José, originalmente de freiras carmelitas

Muito antes das relatadas conquistas de D. Paio Peres Correia (1242–1246) as terras de Lagoa foram sendo conquistadas aos árabes e consequentemente integradas no reino de Portugal, ficando anexadas ao termo das terras de Silves.
Em meados de 1550, a pedido da rainha D. Catarina de Habsburgo, fixaram-se nessas terras os frades Carmelitas da Antiga Observância, e foi fundado um importante espaço monástico dessa mesma ordem religiosa: o Convento de Nossa Senhora do Carmo.

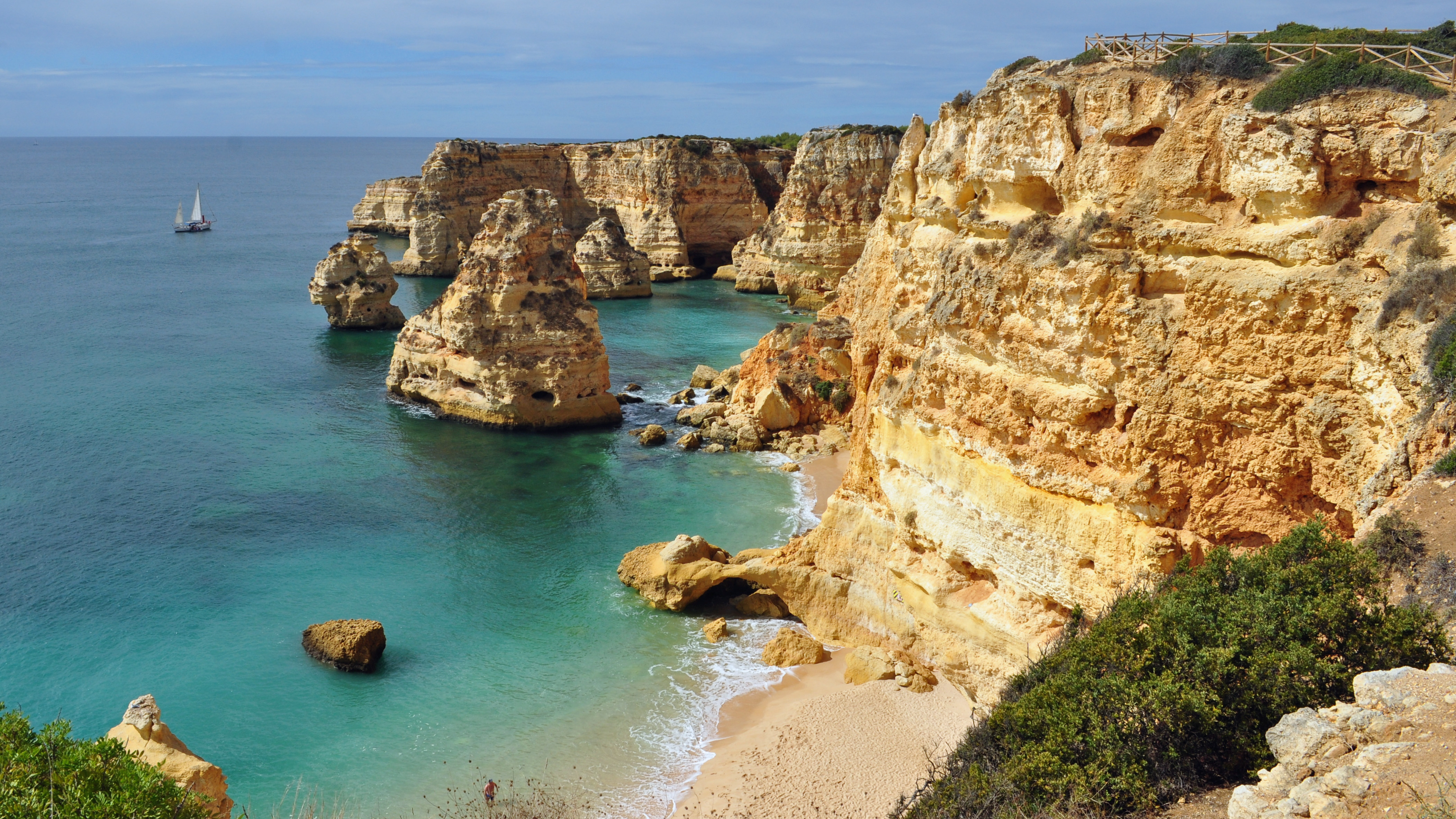
A Praia da Marinha, na Caramujeira, é o principal atrativo turístico de Lagoa

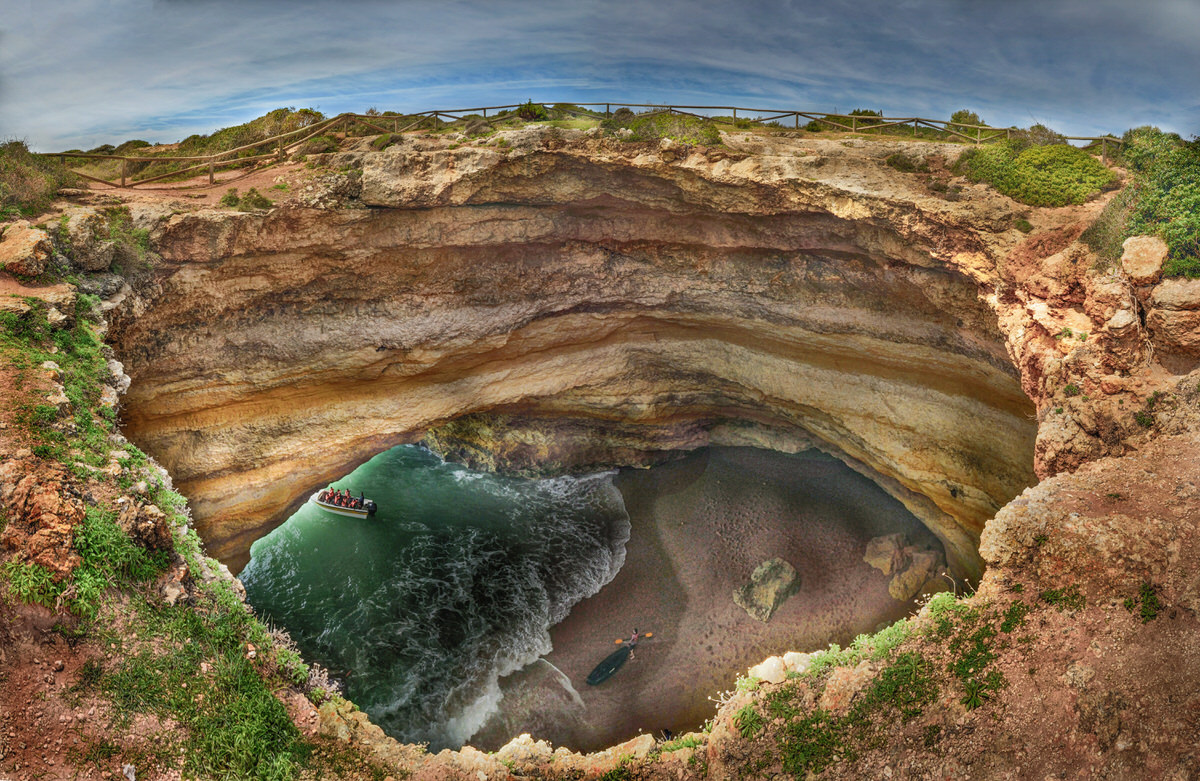
O Algar (ou Gruta) de Benagil

A 16 de janeiro de 1773, por alvará do rei D. José I, foi criado o concelho de Lagoa, tendo sido elevada à condição de vila a sua principal povoação – Lagoa.
Segundo fontes históricas o primitivo aglomerado de Lagoa terá nascido em redor de uma lagoa, cujos pântanos foram sendo secos com a finalidade de se criarem terras férteis e habitações onde os povos do império muçulmano acabaram por se instalar.
As potencialidades naturais desta região contribuíram decisivamente para actual estrutura económica assente nas seguintes atividades: agricultura, pesca, pequena indústria e turismo.
A atividade piscatória (das comunidades de Ferragudo, Benagil, Carvoeiro e Senhora da Rocha), a cultura da vinha (da Caramujeira e de Vale d'El Rei) e a tradicional cultura de sequeiro constituíam, até algumas décadas atrás, as principais fontes de receita do município.
Dinamizada pela pesca, a indústria conserveira, no início do século XX, assolou estas paragens trazendo consigo grande prosperidade e riqueza.

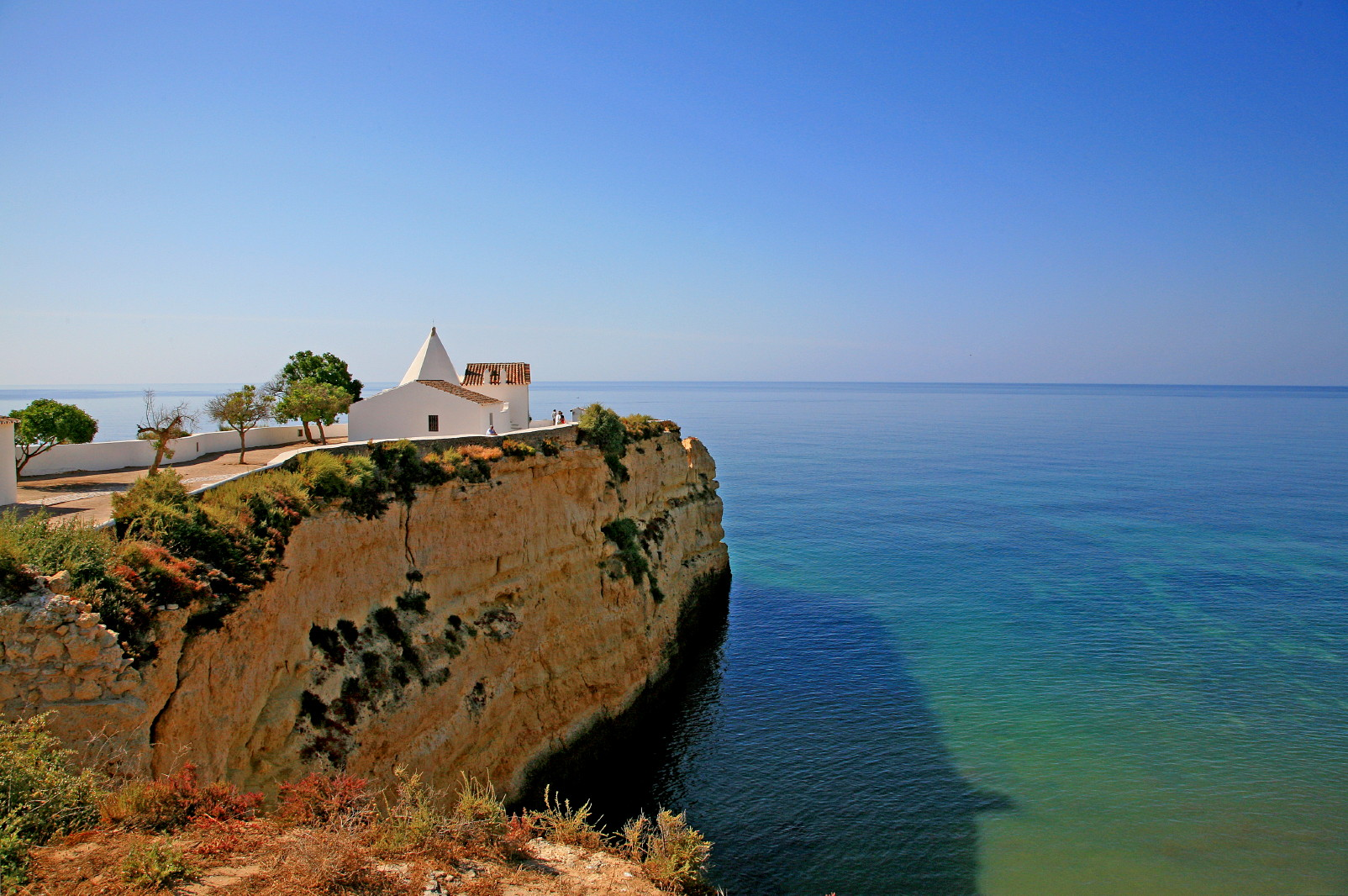
O pontão com o Forte e a Ermida de Nossa Senhora da Rocha

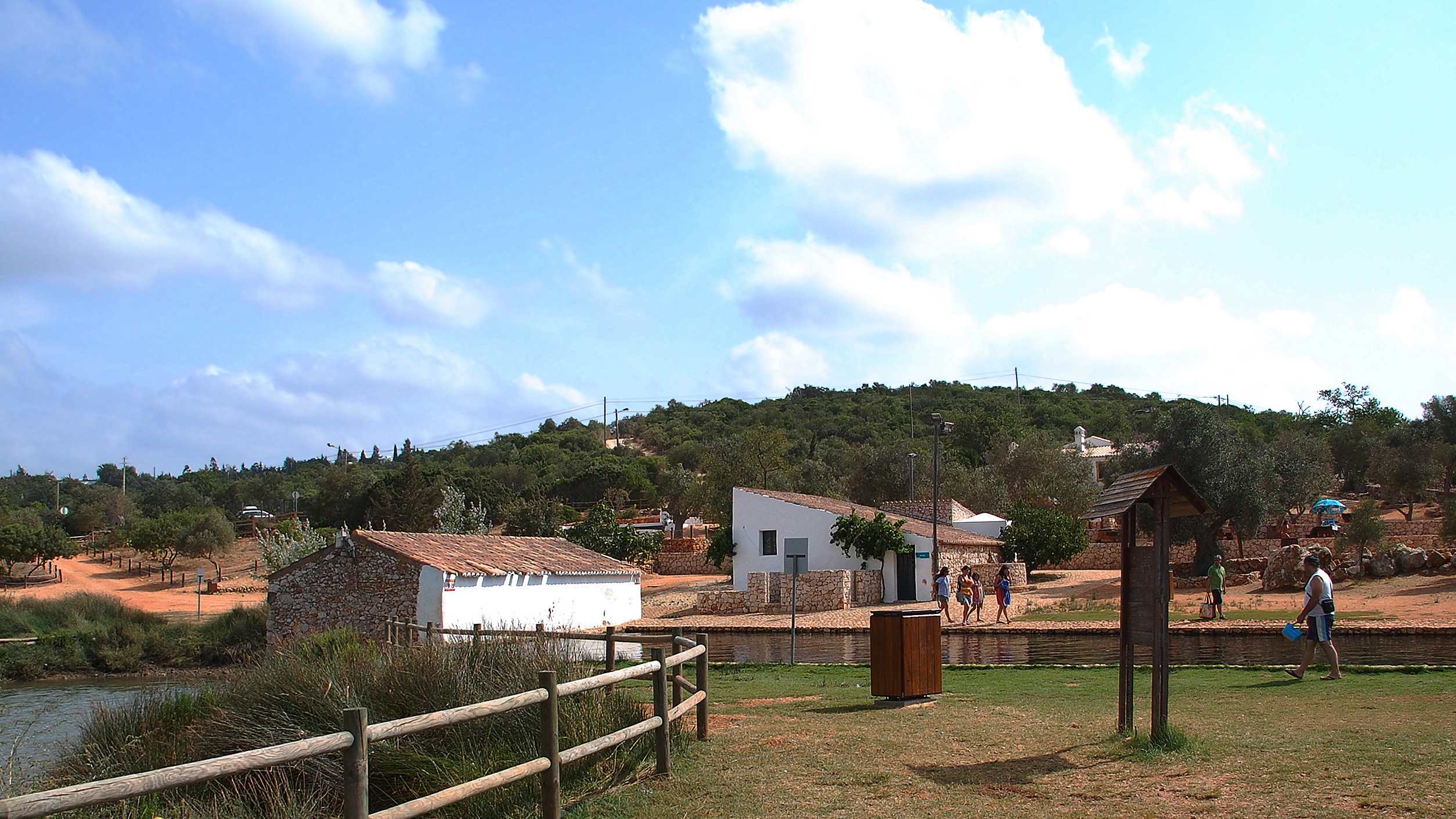
O Parque do Sítio das Fontes, em Estômbar, no município de Lagoa

No entanto, a partir da década de 1960, foi o turismo o principal impulsionador do desenvolvimento do concelho, criando as estruturas necessárias de apoio à dinamização do tecido económico, com importantes reflexos, no mercado de emprego, nomeadamente ao nível da criação de postos de trabalho. Rapidamente esta actividade se afirmou como motor da economia local, a grande alavanca do desenvolvimento, convertendo-se num marco permanente e estrutural do desenvolvimento do município. Destacam-se nesta área do turismo as zonas consideradas como mais luxuosas: Albandeira, Caramujeira, Vale d'El Rei e Monte Carvoeiro. A Praia da Marinha, por outro lado, tornou-se numa referência turística internacional.
Em paralelo com o turismo, foi crescendo todo um conjunto de atividades complementares, nomeadamente na área dos serviços, da construção civil, comércio e indústria.
Lagoa é, actualmente, um dos mais importantes municípios turísticos do Algarve. São vários os factores que contribuem para este reconhecimento, nomeadamente a oferta diversificada (a beleza das suas praias - apoiadas por magníficas unidades hoteleiras, os campos de golfe, o património cultural), a correcta ocupação do solo em termos de ordenamento do território, a estabilidade social e a afabilidade das suas gentes. Com uma renovada visão cultural, preconizada pela actividade turística, Lagoa acarinha inúmeras técnicas ancestrais, ligadas à olaria, à doçaria, com o intuito de as potenciar e valorizar como componente do produto turístico. A comprovar esta dinamização está a grande mostra de artesanato, realizada anualmente no Parque de Feiras e Exposições de Lagoa – FATACIL. Alguns conjuntos patrimoniais têm vindo a ser alvo de iniciativas que visam torná-los espaços vivos de cultura, nomeadamente a Biblioteca Municipal e o Convento de São José – Centro Cultural da cidade de Lagoa - onde se leva a efeito espectáculos de vária ordem e origem, exposições, entre outras actividades. Por outro lado, há que referir também, as inúmeras actividades de âmbito cultural realizadas no Parque Municipal do Sítio das Fontes, em Estômbar, ao longo do ano, nomeadamente teatro, danças e cantares tradicionais.  O grande desenvolvimento do município tem assentado numa estratégia de grande preocupação ambiental. Lagoa tem resistido à invasão do desordenamento, preservando a sua linha de costa e mantendo uma harmoniosa conjugação entre habitações antigas e modernas. Construção equilibrada, sem impacto ambiental, onde os edifícios de muitos pisos não têm lugar.  Nos últimos 15 anos, Lagoa registou um dos maiores índices de desenvolvimento económico suplantando todos os municípios da região algarvia. Hoje em dia, encontra-se dotado de inúmeros equipamentos na área da saúde, do ensino e educação, desporto, lazer e turismo.

## Freguesias

As freguesias do município de Lagoa

O município de Lagoa está dividido em 4 freguesias:
| Freguesia          | Residentes (2011) | Residentes (2021) |
| ------------------ | ----------------- | ----------------- |
| Estômbar e Parchal | 9004              | 9354              |
| Ferragudo          | 1973              | 1969              |
| Lagoa e Carvoeiro  | 9987              | 10146             |
| Porches            | 2011              | 2249              |
| Total              | 22975             | 23718             |

## Demografia
De acordo com os dados do INE o distrito de Faro registou em 2021 um acréscimo populacional na ordem dos 3.7% relativamente aos resultados do censo de 2011. No concelho de Lagoa esse acréscimo rondou os 3.3%. 
★ Número de habitantes "residentes", ou seja, que tinham a residência oficial neste município à data em que os censos se realizaram.
| Número de habitantes por Grupo Etário ★★ | Número de habitantes por Grupo Etário ★★ | Número de habitantes por Grupo Etário ★★ | Número de habitantes por Grupo Etário ★★ | Número de habitantes por Grupo Etário ★★ | Número de habitantes por Grupo Etário ★★ | Número de habitantes por Grupo Etário ★★ | Número de habitantes por Grupo Etário ★★ | Número de habitantes por Grupo Etário ★★ | Número de habitantes por Grupo Etário ★★ | Número de habitantes por Grupo Etário ★★ | Número de habitantes por Grupo Etário ★★ | Número de habitantes por Grupo Etário ★★ | Número de habitantes por Grupo Etário ★★ |
| ---------------------------------------- | ---------------------------------------- | ---------------------------------------- | ---------------------------------------- | ---------------------------------------- | ---------------------------------------- | ---------------------------------------- | ---------------------------------------- | ---------------------------------------- | ---------------------------------------- | ---------------------------------------- | ---------------------------------------- | ---------------------------------------- | ---------------------------------------- |
|                                          | 1900                                     | 1911                                     | 1920                                     | 1930                                     | 1940                                     | 1950                                     | 1960                                     | 1970                                     | 1981                                     | 1991                                     | 2001                                     | 2011                                     | 2021                                     |
| 0-14 Anos                                | 4 351                                    | 4 745                                    | 4 453                                    | 4 209                                    | 3 969                                    | 3 832                                    | 3 607                                    | 3 075                                    | 3 606                                    | 3 224                                    | 3 342                                    | 3 598                                    | 3 220                                    |
| 15-24 Anos                               | 2 170                                    | 2 346                                    | 2 349                                    | 2 564                                    | 2 270                                    | 2 238                                    | 2 205                                    | 2 045                                    | 2 285                                    | 2 466                                    | 2 711                                    | 2 436                                    | 2 477                                    |
| 25-64 Anos                               | 4 897                                    | 5 079                                    | 5 119                                    | 5 625                                    | 6 418                                    | 6 276                                    | 6 685                                    | 6 405                                    | 7 525                                    | 8 638                                    | 11 390                                   | 12 851                                   | 12 475                                   |
| = ou > 65 Anos                           | 654                                      | 806                                      | 795                                      | 917                                      | 1 045                                    | 1 129                                    | 1 349                                    | 1 725                                    | 2 219                                    | 2 452                                    | 3 208                                    | 4 090                                    | 5 553                                    |

★★ De 1900 a 1950 os dados referem-se à população "de facto", ou seja, que estava presente no município à data em que os censos se realizaram. Daí que se registem algumas diferenças relativamente à designada população residente

## Equipamentos
A cidade é servida por autocarros no Terminal Rodoviário de Lagoa e por comboios através da Estação Ferroviária de Estômbar-Lagoa.
Percursos pedrestres

- PR1 LGA - Sete Vale Suspensos[7]

## Património

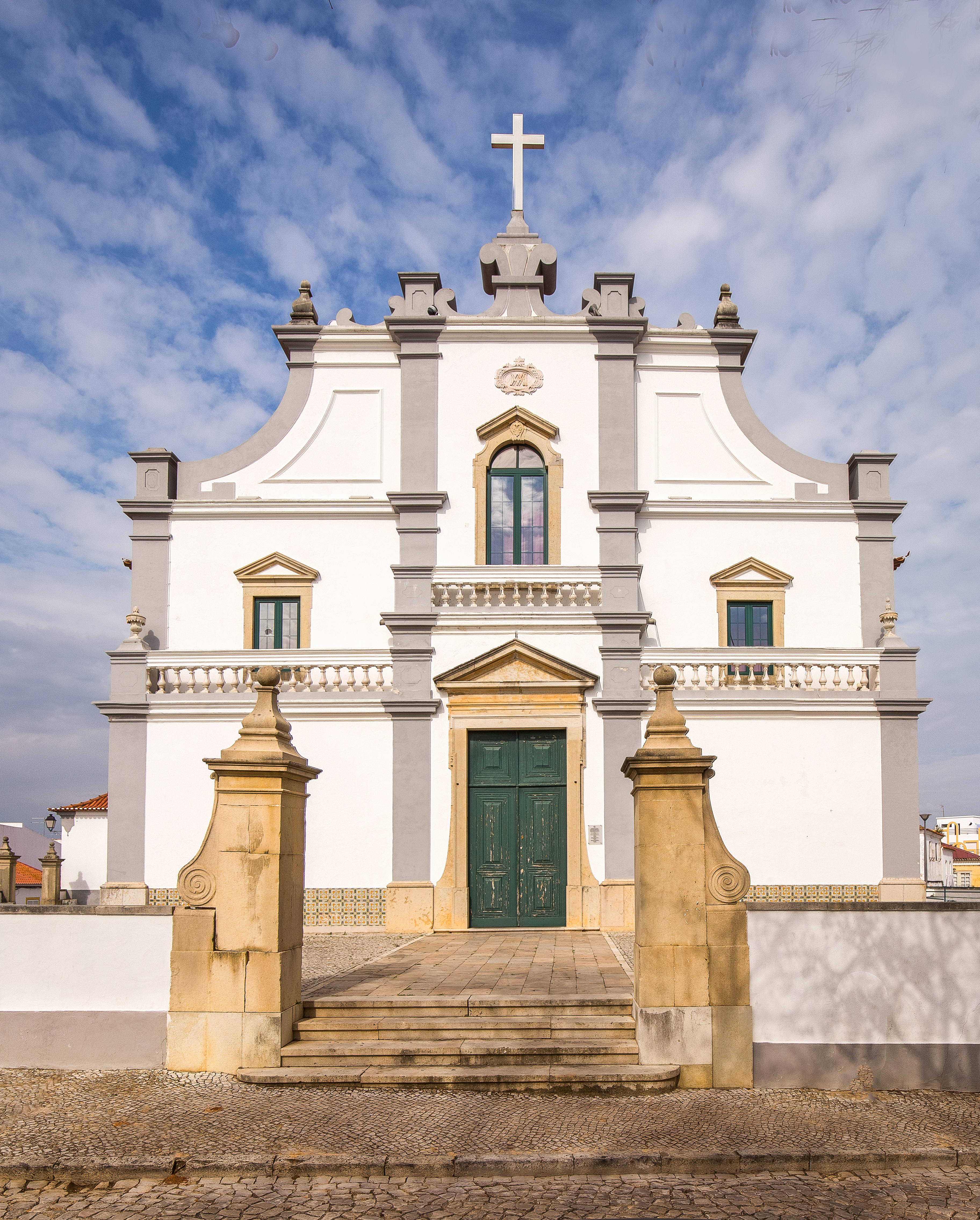
A Igreja de Nossa Senhora da Luz, ou Igreja Matriz de Lagoa.

Ver também: Lista de património edificado em Lagoa

### Património não religioso
- Castelo de Estômbar
- Castelo de São João do Arade (ou Forte de São João do Arade)
- Farol da Ponta do Altar
- Farol de Alfanzina
- Menir da Caramujeira
- Museu Municipal de Lagoa
- O Alambique do Malassada
- Tanoaria do Mestre João Carlos dos Santos
- Torre da Lapa

### Património religioso
- Convento de Nossa Senhora do Carmo
- Convento de São Francisco (ou Convento do Praxel)
- Convento de São José
- Forte e Ermida de Nossa Senhora da Encarnação
- Forte e Ermida de Nossa Senhora da Rocha
- Igreja da Misericórdia de Lagoa
- Igreja Matriz de Lagoa (ou Igreja de Nossa Senhora da Luz)
- Igreja Matriz de Estômbar (ou Igreja de São Tiago)
- Igreja Matriz de Porches (ou Igreja de Nossa Senhora da Encarnação)
- Igreja Matriz de Ferragudo (ou Igreja de Nossa Senhora da Conceição)
- Poço Santo

## Cultura
- Auditório Municipal de Lagoa

## Praias

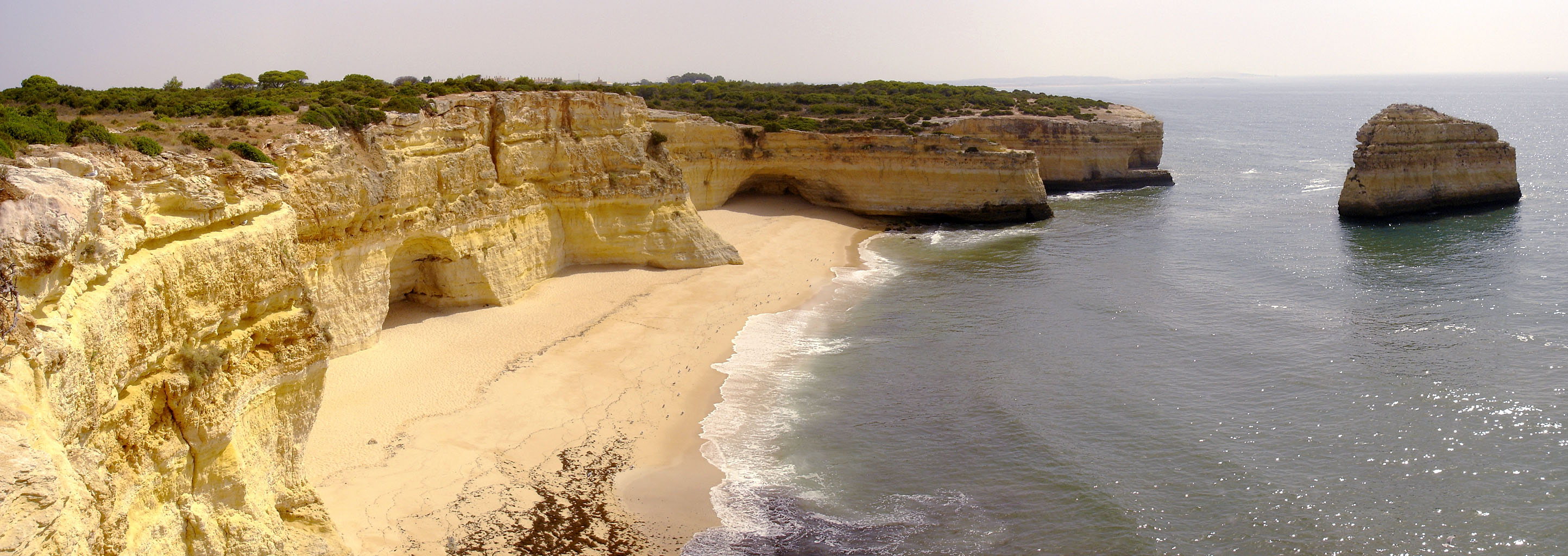
Praia da Malhada do Baraço (Lagoa).

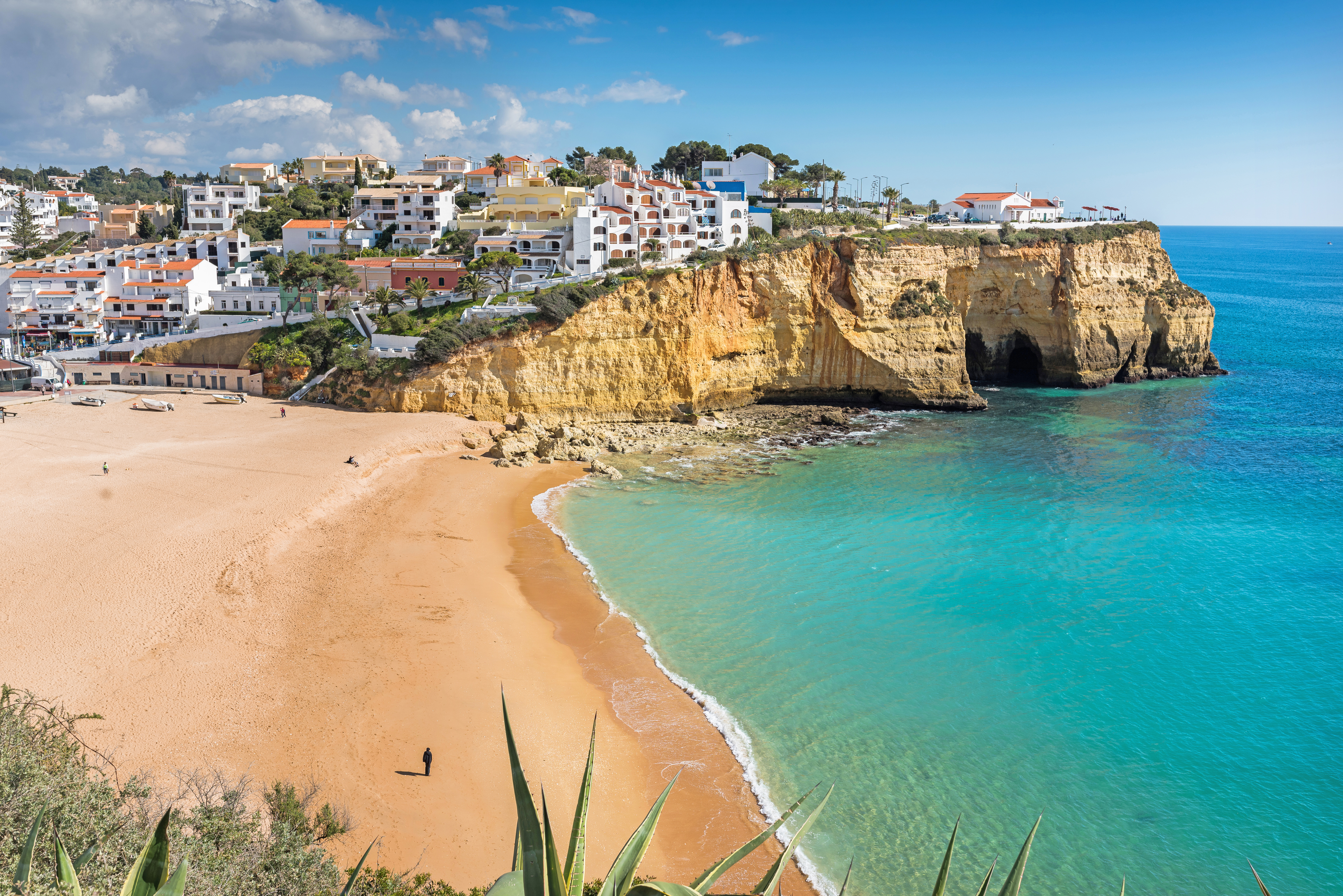
A Praia de Carvoeiro (Lagoa).

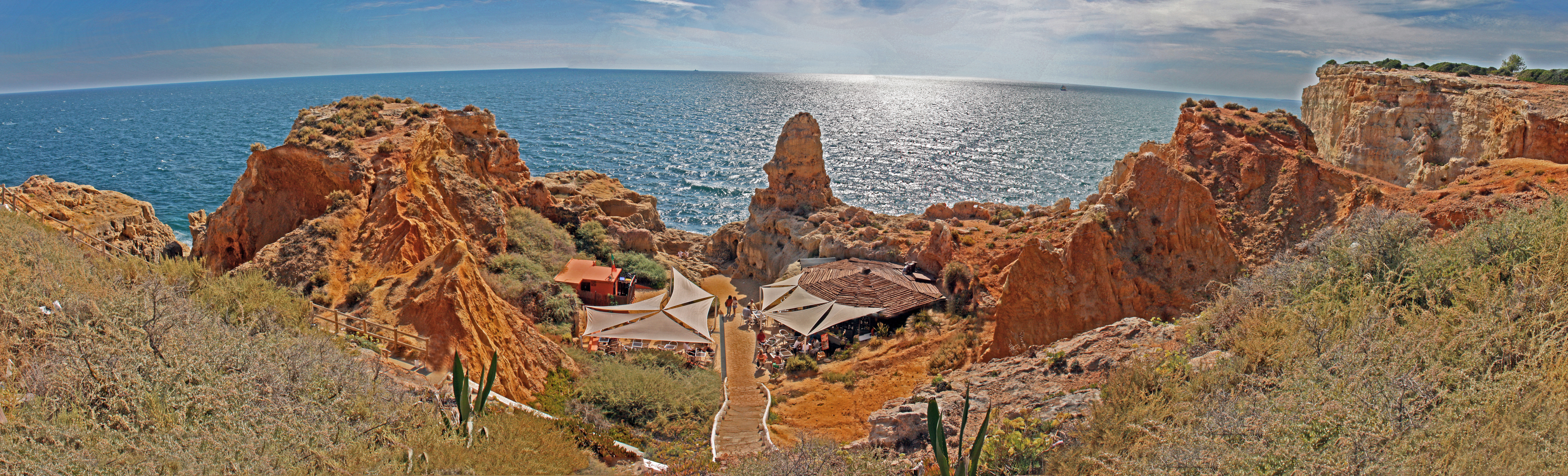
O Algar Seco, em Carvoeiro (Lagoa).

Lagoa é um município rico em praias. Possui praias em visível crescimento, quer de infra-estruturas, quer de qualidade das águas e dos ambientes envolventes, começando agora a competir com as apelativas praias de Portimão e Albufeira. Das praias deste município, destacam-se as seguintes:
- Praia de Albandeira
- Praia da Angrinha
- Praia do BarrancoO parque aquático Slide & Splash
- Praia do Barranquinho
- Praia de Benagil
- Praia dos Beijinhos
- Praia dos Caneiros (BA)
- Praia do Carvalho
- Praia de Carvoeiro (BA)
- Praia da Corredoura
- Praia da Cova Redonda
- Praia de Ferragudo
- Praia Grande (Ferragudo)
- Praia do Levante
- Praia da Malhada do Baraço
- Praia da Marinha
- Praia da Mesquita
- Praia do Mato
- Praia do Molhe
- Praia Nova

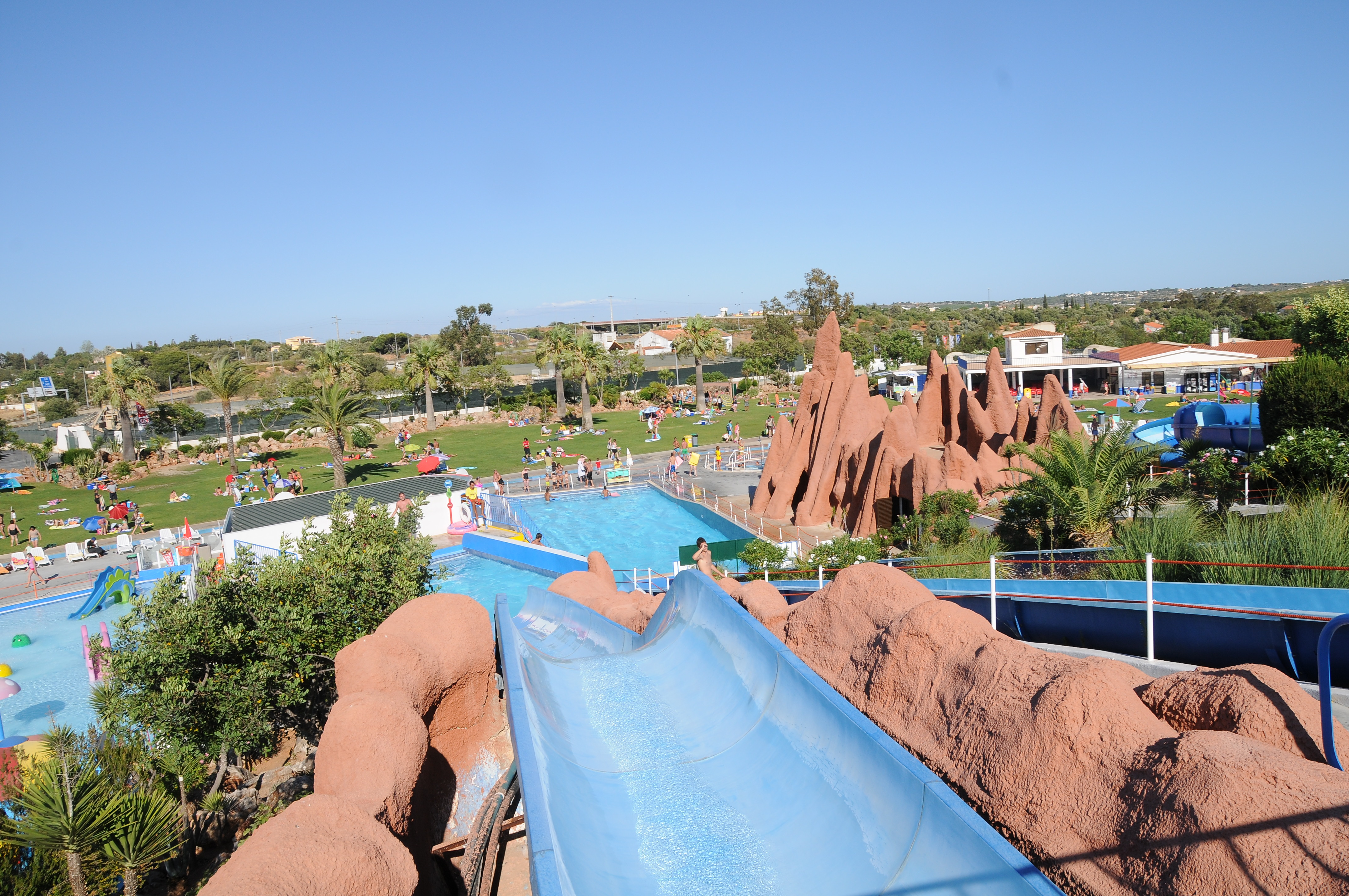
O parque aquático Slide & Splash

- Praia de Nossa Senhora da Rocha (BA)
- Praia do Paraíso
- Praia do Pau
- Praia do Pintadinho
- Praia dos Tremoços
- Praia do Vale de Centeanes (BA)
- Praia do Vale do Olival

- Praia da Infanta
- Monte Carvoeiro

## Política

### Eleições autárquicas[8]
| Data | %     | V     | %       | V       | %            | V            | %    | V    | %              | V      | %              | V  | %              | V   | %              | V   | %    | V  | %    | V   | %              | V   | %  | V  | %  | V  | Participação |                |
| Data | PS    | PS    | PPD/PSD | PPD/PSD | FEPU/APU/CDU | FEPU/APU/CDU | GDUP | GDUP | CDS-PP         | CDS-PP | AD             | AD | PPM            | PPM | PRD            | PRD | BE   | BE | MPT  | MPT | IND            | IND | CH | CH | IL | IL | Participação |                |
| ---- | ----- | ----- | ------- | ------- | ------------ | ------------ | ---- | ---- | -------------- | ------ | -------------- | -- | -------------- | --- | -------------- | --- | ---- | -- | ---- | --- | -------------- | --- | -- | -- | -- | -- | ------------ | -------------- |
| Data | 1976  | 34,71 | 3       | 31,30   | 3            | 18,23        | 1    | 6,21 | -              | 3,52   | -              |    |                |     |                |     |      |    |      |     |                |     |    |    |    |    |              | 68,97 / 100,00 |
| 1979 | 42,31 | 3     | AD      | AD      | 20,17        | 1            |      |      | AD             | AD     | 34,44          | 3  | AD             | AD  | 75,18 / 100,00 |     |      |    |      |     |                |     |    |    |    |    |              |                |
| 1982 | 46,25 | 4     | 21,90   | 2       | 18,02        | 1            | 9,45 | -    |                |        |                |    | 74,83 / 100,00 |     |                |     |      |    |      |     |                |     |    |    |    |    |              |                |
| 1985 | 26,09 | 2     | 40,29   | 3       | 14,84        | 1            |      |      | 15,71          | 1      | 68,67 / 100,00 |    |                |     |                |     |      |    |      |     |                |     |    |    |    |    |              |                |
| 1989 | 27,31 | 2     | 56,68   | 5       | 8,84         | -            | 3,39 | -    |                |        | 63,73 / 100,00 |    |                |     |                |     |      |    |      |     |                |     |    |    |    |    |              |                |
| 1993 | 34,92 | 3     | 49,95   | 4       | 8,01         | -            | 3,37 | -    | 67,18 / 100,00 |        |                |    |                |     |                |     |      |    |      |     |                |     |    |    |    |    |              |                |
| 1997 | 40,91 | 3     | 47,00   | 4       | 7,58         | -            | 1,25 | -    | 64,71 / 100,00 |        |                |    |                |     |                |     |      |    |      |     |                |     |    |    |    |    |              |                |
| 2001 | 33,56 | 3     | 54,16   | 4       | 5,38         | -            | 3,16 | -    | 60,28 / 100,00 |        |                |    |                |     |                |     |      |    |      |     |                |     |    |    |    |    |              |                |
| 2005 | 42,10 | 3     | 44,49   | 4       | 6,77         | -            | 1,98 | -    | 57,71 / 100,00 |        |                |    |                |     |                |     |      |    |      |     |                |     |    |    |    |    |              |                |
| 2009 | 41,96 | 3     | 44,91   | 4       | 4,21         | -            | 2,38 | -    | 4,26           | -      | 58,39 / 100,00 |    |                |     |                |     |      |    |      |     |                |     |    |    |    |    |              |                |
| 2013 | 41,68 | 4     | 39,35   | 3       | 7,64         | -            |      |      | 5,10           | -      | 49,55 / 100,00 |    |                |     |                |     |      |    |      |     |                |     |    |    |    |    |              |                |
| 2017 | 61,00 | 5     | 23,45   | 2       | 4,08         | -            | 2,56 | -    | CDS            | CDS    | 4,96           | -  | CDS            | CDS | 49,33 / 100,00 |     |      |    |      |     |                |     |    |    |    |    |              |                |
| 2021 | 51,46 | 5     | 12,17   | 1       | 3,26         | -            |      |      |                |        | 3,66           | -  |                |     | 18,01          | 1   | 6,38 | -  | 1,79 | -   | 49,47 / 100,00 |     |    |    |    |    |              |                |

### Eleições legislativas
| Data | %     | %     | %     | %     | %     | %     | %        | %     | %     | %     | %    | %   | %       | % | %  | %  |
| Data | PS    | PSD   | PCP   | CDS   | UDP   | AD    | APU/ CDU | FRS   | PRD   | PSN   | BE   | PAN | PSD CDS | L | CH | IL |
| ---- | ----- | ----- | ----- | ----- | ----- | ----- | -------- | ----- | ----- | ----- | ---- | --- | ------- | - | -- | -- |
| 1976 | 44,56 | 18,00 | 16,27 | 6,02  | 1,88  |       |          |       |       |       |      |     |         |   |    |    |
| 1979 | 31,76 | AD    | APU   | AD    | 3,36  | 33,27 | 23,27    |       |       |       |      |     |         |   |    |    |
| 1980 | FRS   | AD    | APU   | AD    | 1,89  | 33,83 | 15,99    | 38,64 |       |       |      |     |         |   |    |    |
| 1983 | 45,69 | 18,61 | APU   | 7,93  | 1,04  |       | 19,65    |       |       |       |      |     |         |   |    |    |
| 1985 | 15,15 | 25,40 | APU   | 4,70  | 1,75  | 14,43 | 31,28    |       |       |       |      |     |         |   |    |    |
| 1987 | 21,30 | 47,94 | CDU   | 3,40  | 0,90  | 10,42 | 8,48     |       |       |       |      |     |         |   |    |    |
| 1991 | 29,90 | 52,93 | CDU   | 2,41  |       | 6,69  | 1,24     | 2,40  |       |       |      |     |         |   |    |    |
| 1995 | 51,38 | 28,91 | CDU   | 7,84  | 0,63  | 7,15  |          | 0,29  |       |       |      |     |         |   |    |    |
| 1999 | 50,85 | 29,55 | CDU   | 7,23  |       | 7,16  |          | 1,46  |       |       |      |     |         |   |    |    |
| 2002 | 40,09 | 37,51 | CDU   | 9,72  | 5,48  | 2,46  |          |       |       |       |      |     |         |   |    |    |
| 2005 | 49,80 | 23,79 | CDU   | 6,25  | 7,24  | 7,81  |          |       |       |       |      |     |         |   |    |    |
| 2009 | 30,66 | 25,38 | CDU   | 12,22 | 7,18  | 16,56 |          |       |       |       |      |     |         |   |    |    |
| 2011 | 21,66 | 36,16 | CDU   | 14,19 | 7,79  | 9,27  | 1,91     |       |       |       |      |     |         |   |    |    |
| 2015 | 31,22 | CDS   | CDU   | PSD   | 9,19  | 16,09 | 2,04     | 30,41 | 0,55  |       |      |     |         |   |    |    |
| 2019 | 37,85 | 20,45 | CDU   | 3,66  | 6,53  | 12,44 | 5,16     |       | 1,29  | 2,82  | 0,62 |     |         |   |    |    |
| 2022 | 40,16 | 22,53 | CDU   | 1,02  | 4,20  | 5,38  | 1,97     | 1,05  | 15,12 | 4,57  |      |     |         |   |    |    |
| 2024 | 23,74 | AD    | CDU   | AD    | 20,86 | 2,86  | 5,45     | 2,19  | 2,29  | 32,14 | 4,87 |     |         |   |    |    |

## Geminações
A cidade de Lagoa é geminada com as seguintes cidades:
- Lepe, Andaluzia, Espanha
- Lagoa, Região Autónoma dos Açores, Portugal
- São Domingos, Ilha de Santiago, Cabo Verde
- Timor-Leste Lospalos, Timor Leste

## Galeria

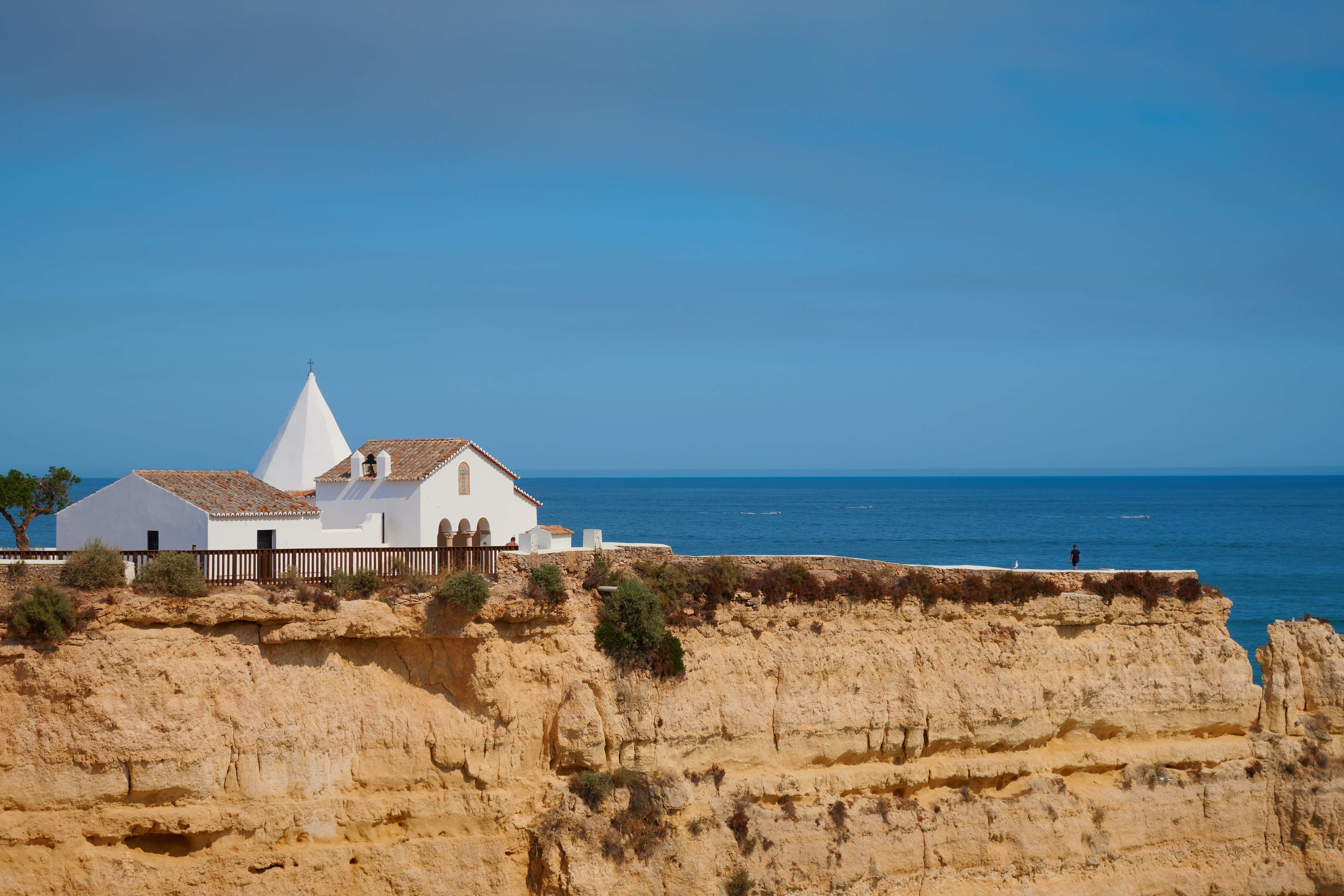
Ermida de Nossa Senhora da Rocha
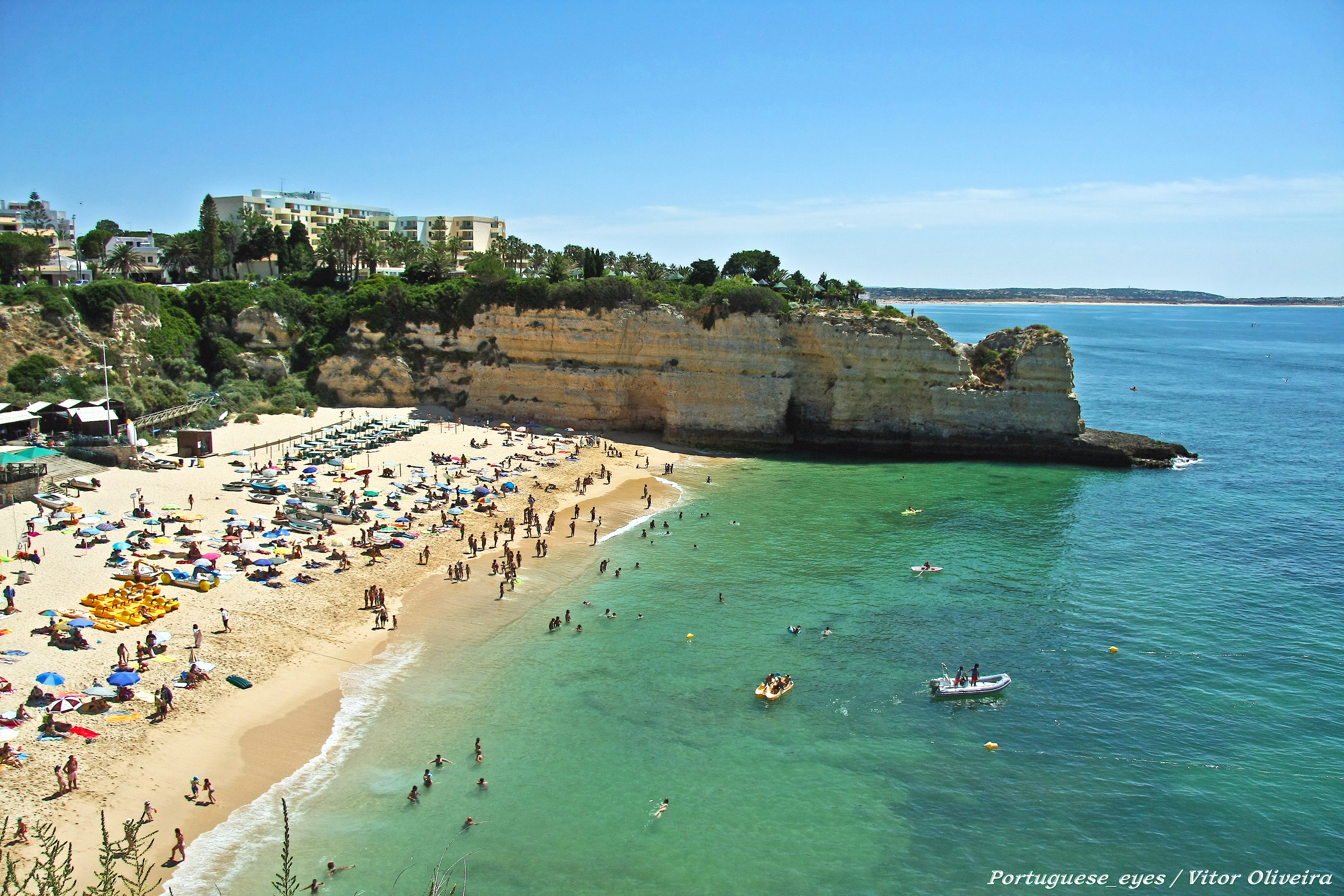
Praia de Nossa Senhora da Rocha (Alporchinhos)
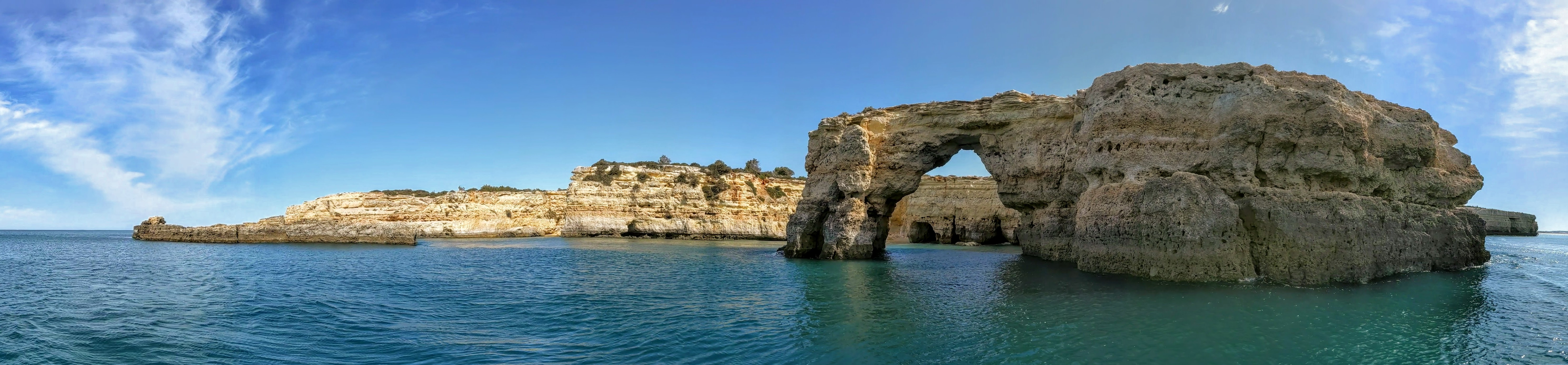
Arco de Albandeira (panorâmica)
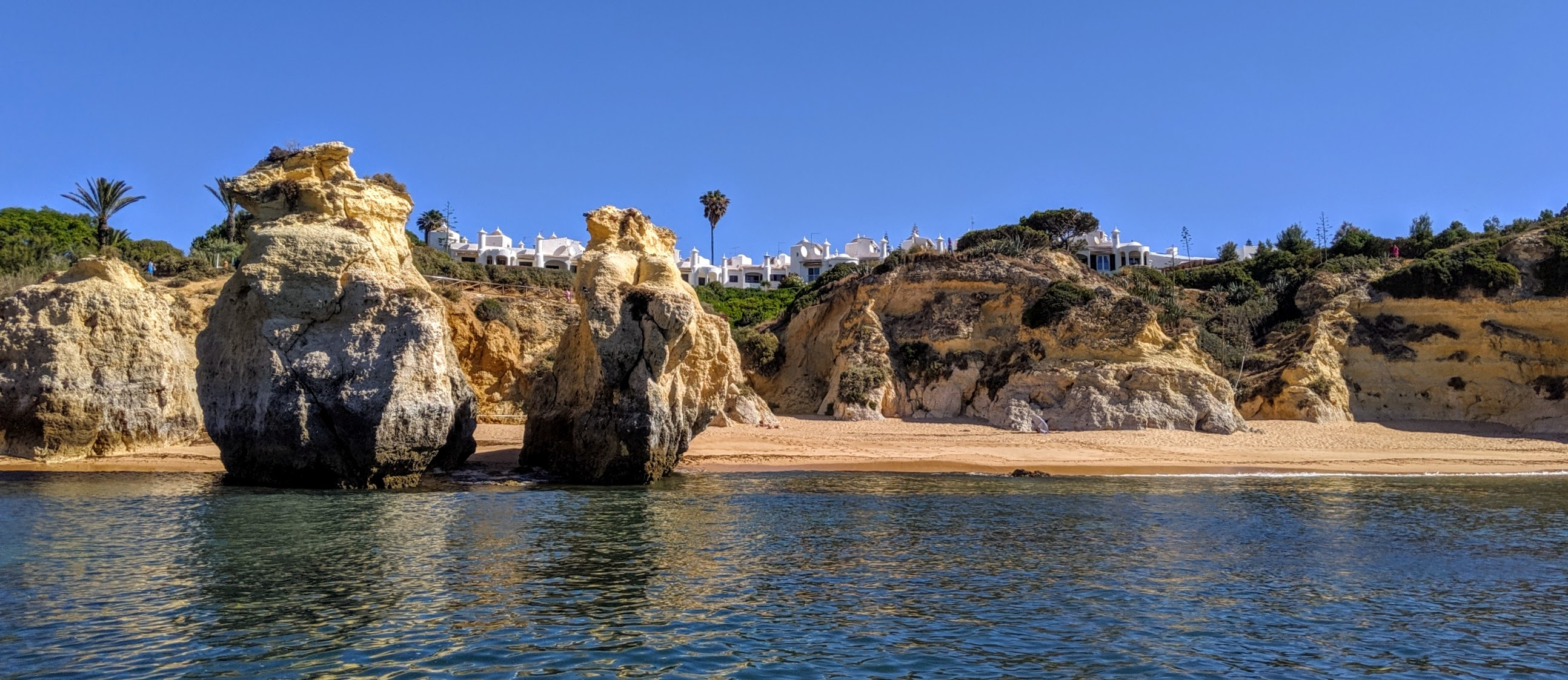
Praia dos Beijinhos
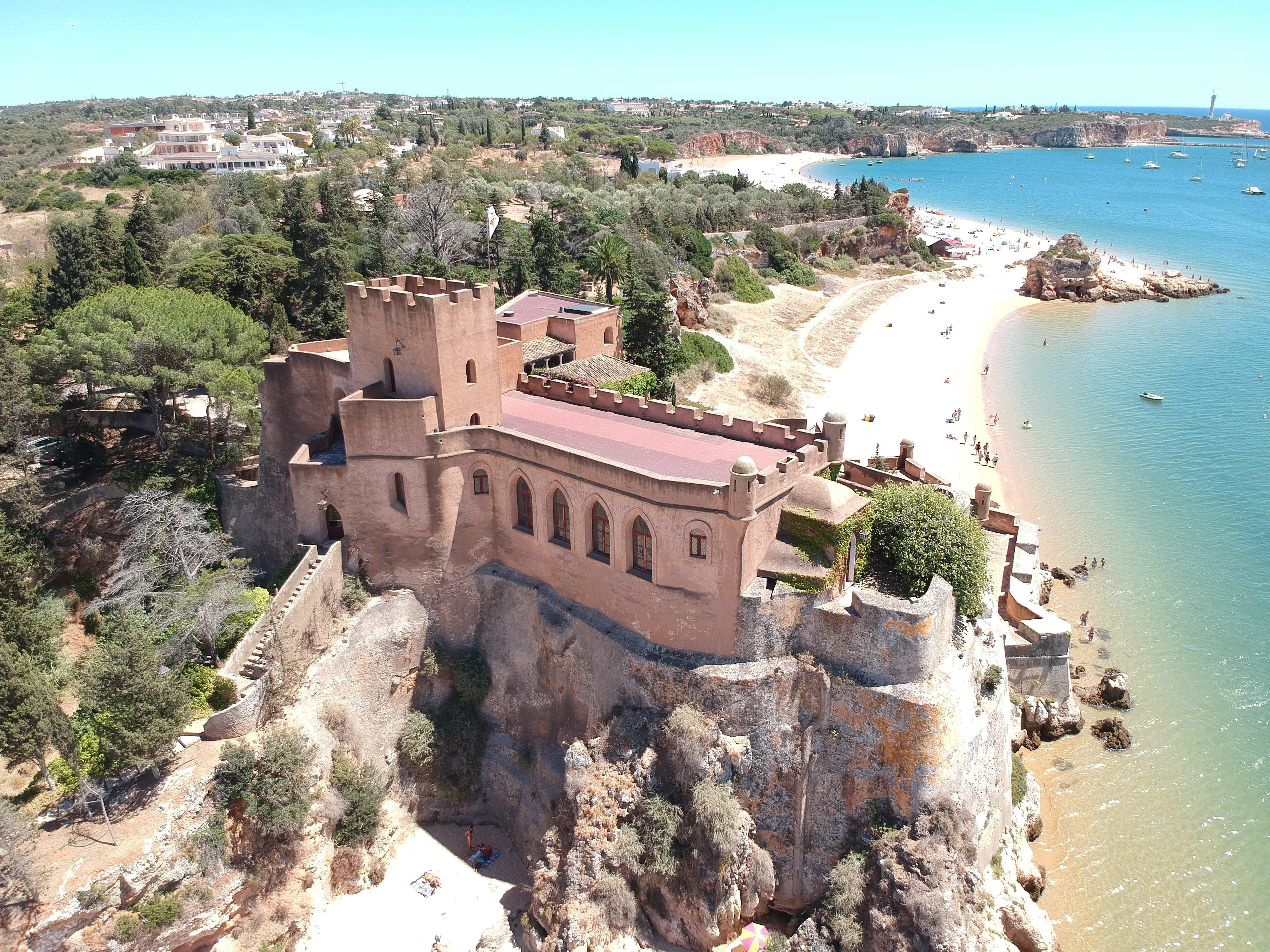
Castelo do Arade
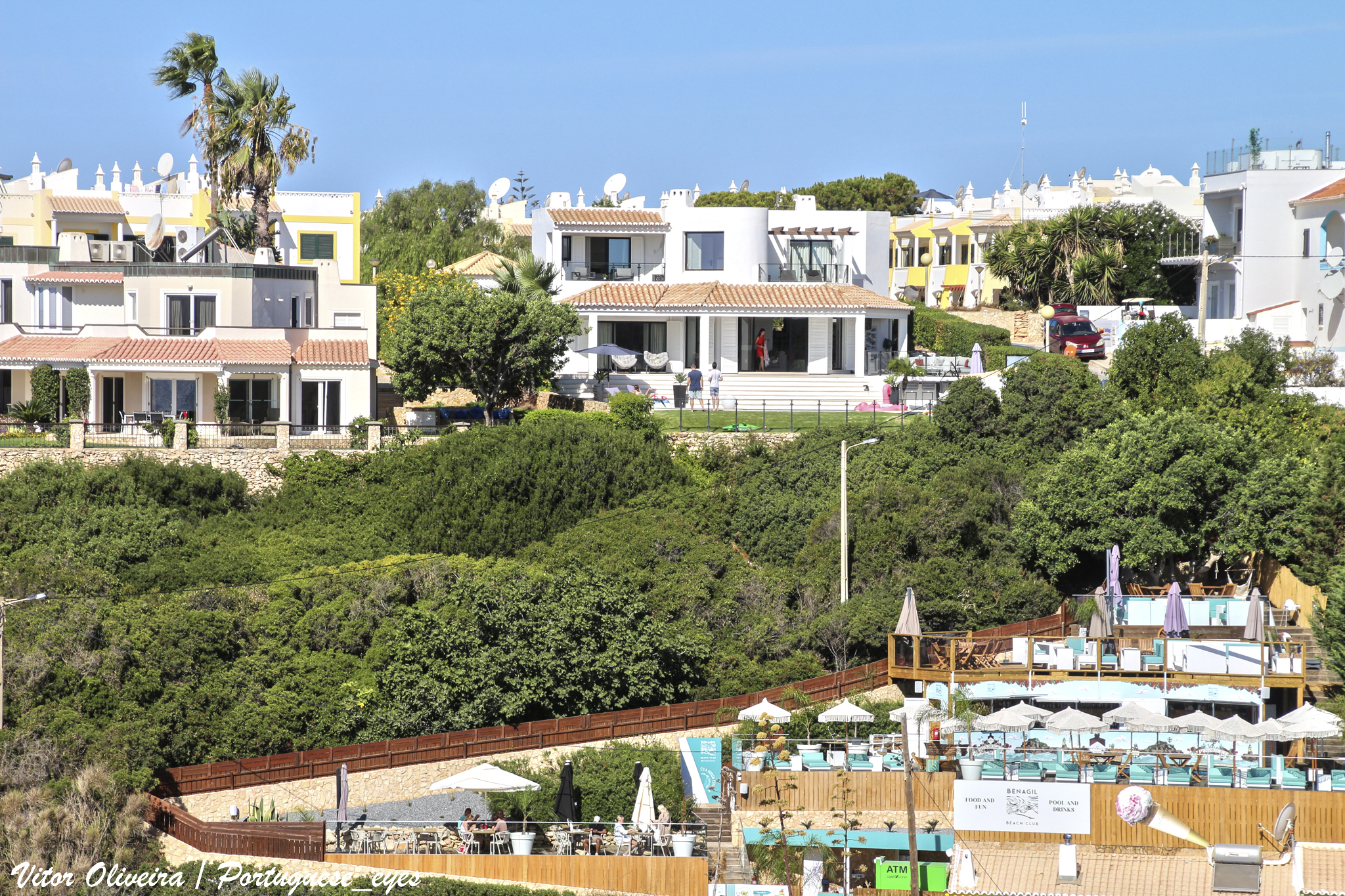
Benagil
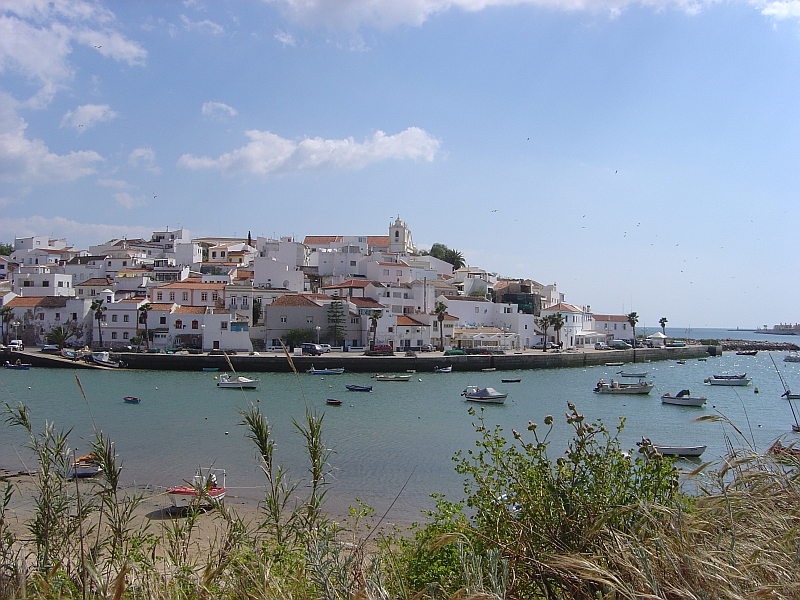
Ferragudo
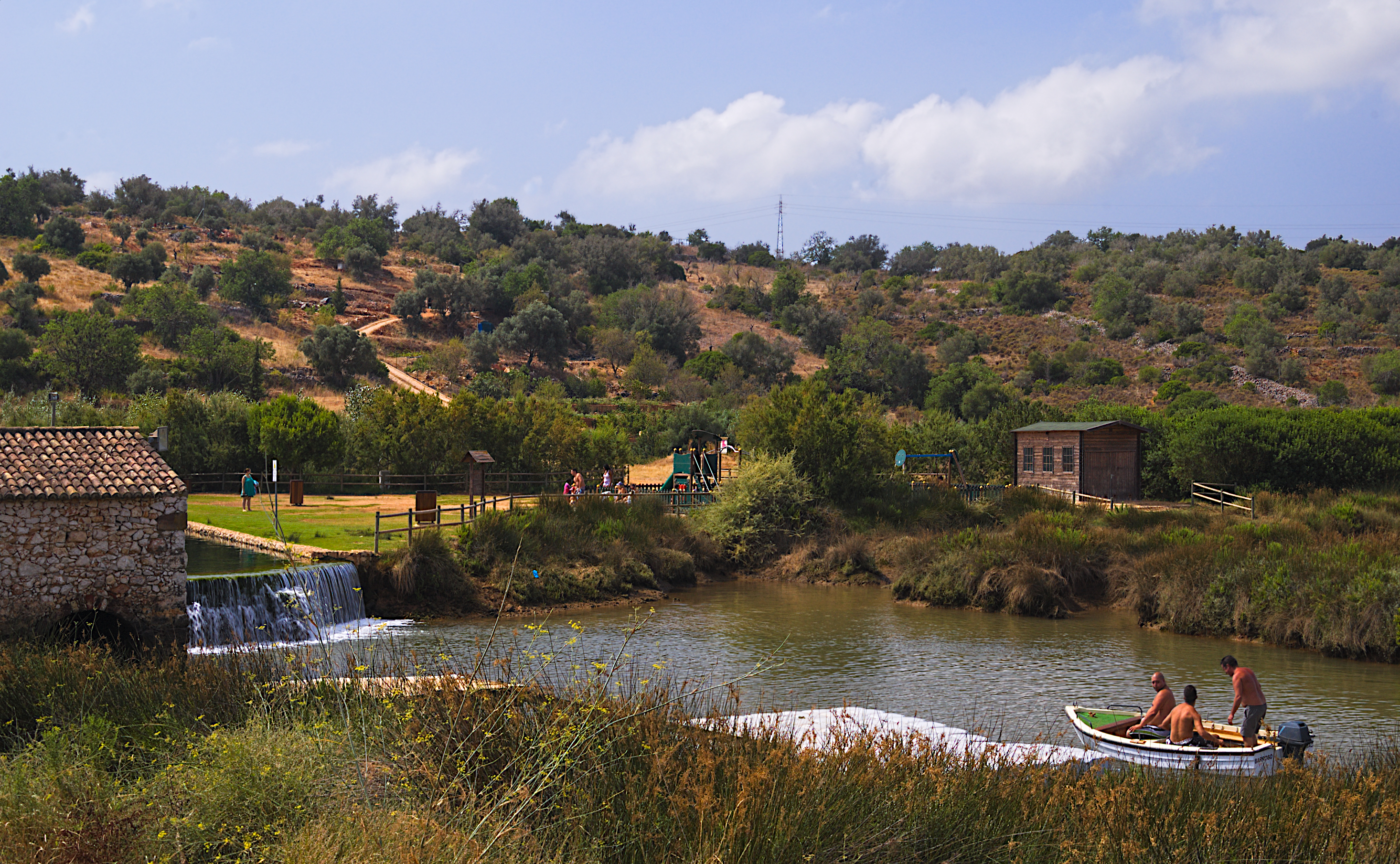
Sítio das Fontes (Estômbar)
Carvoeiro
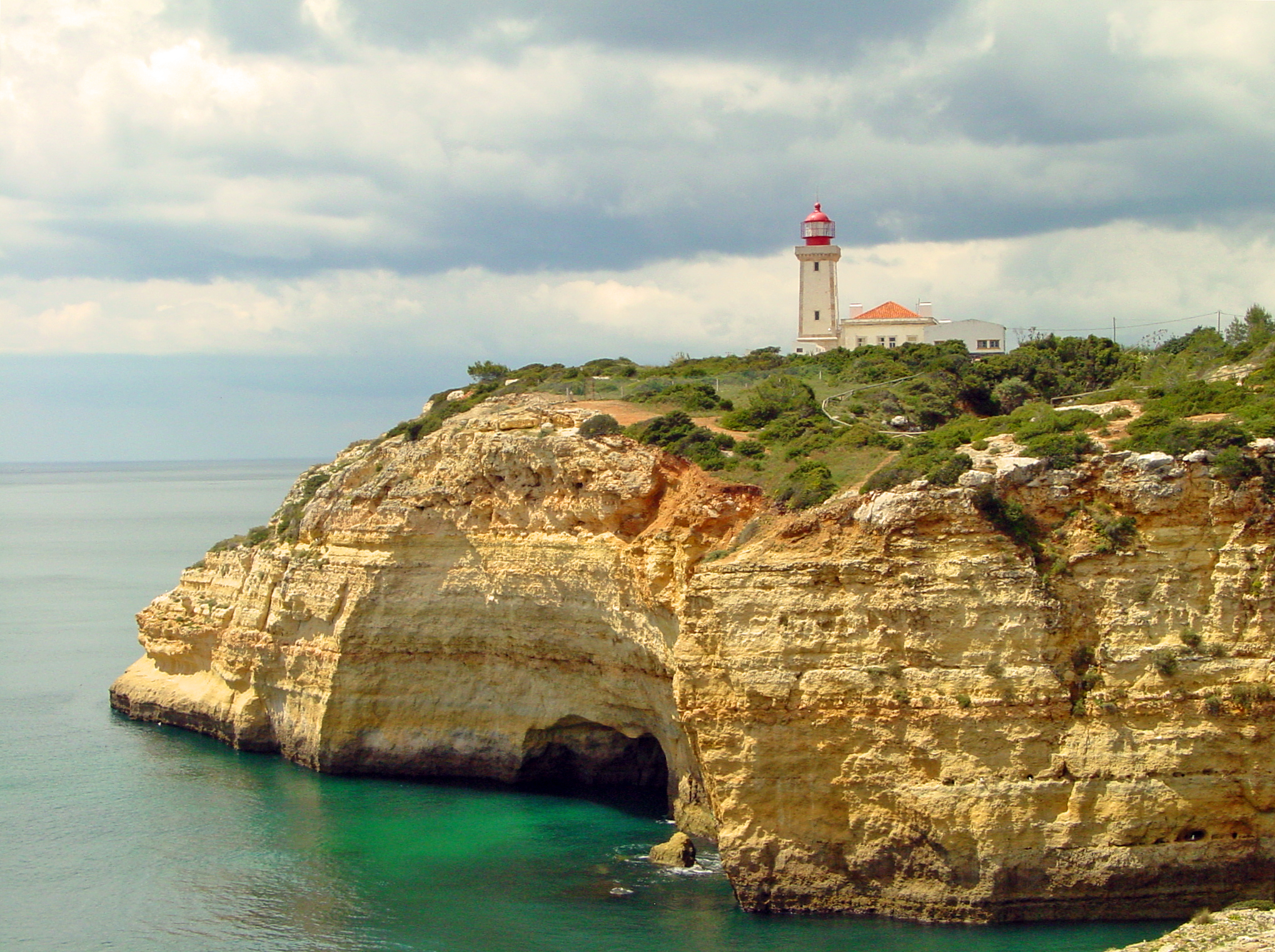
Farol de Alfanzina, Carvoeiro
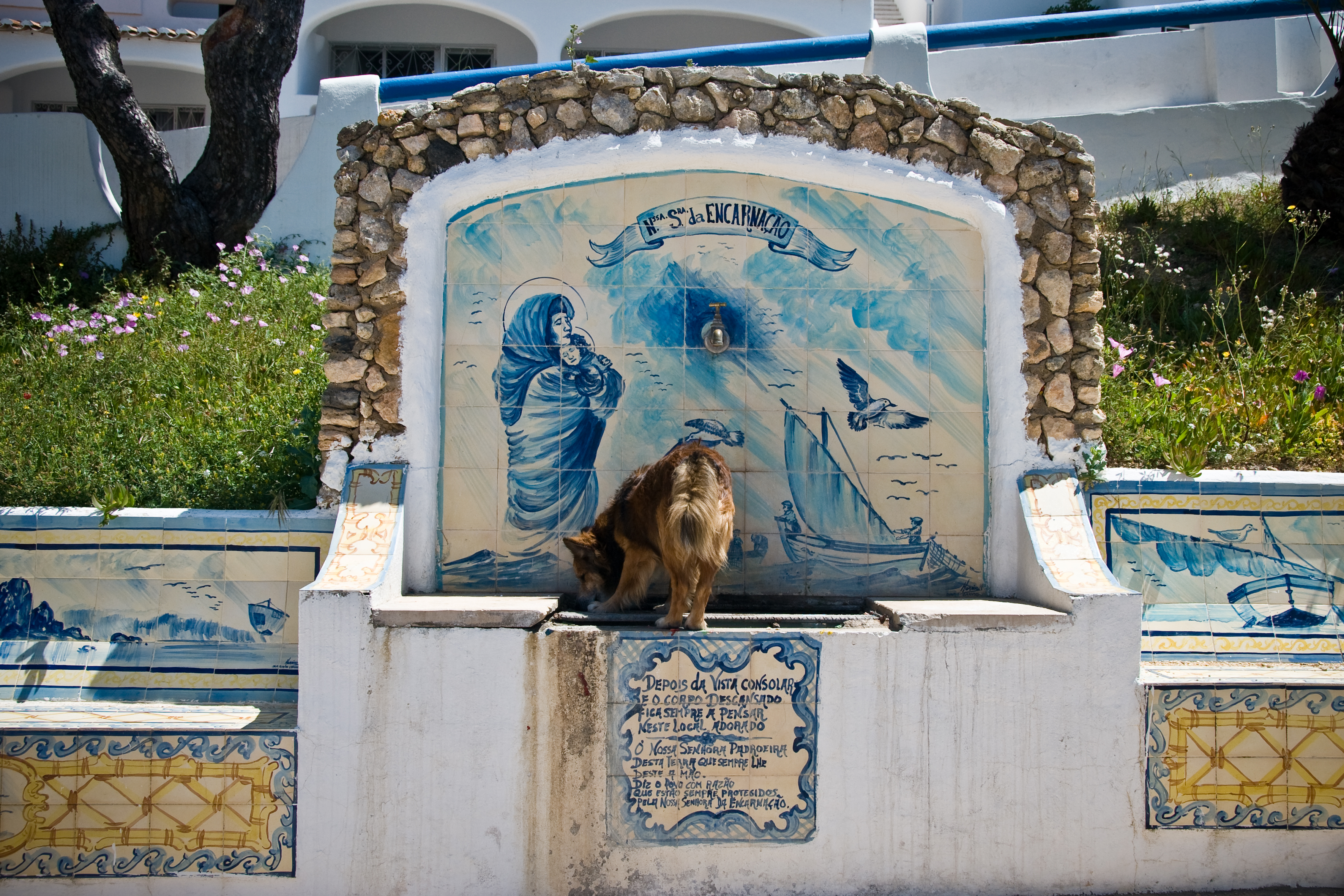
Fontanário em Carvoeiro